# American Swedish Historical Museum
American Swedish Historical Museum är ett museum i Franklin Delano Roosevelt Park i distriktet South Philadelphia i delstaten Pennsylvania i USA. Museet grundades på initiativ av den smålandsfödde Amandus Johnson 1926 och har Sverige som tema. Det är USA:s äldsta museum med Sverige som tema, och ligger på ett stycke land som Sven Skute under 1600-talet fick av Sveriges dåvarande drottning Kristina åt bosättare i Nya Sverige. Museet ritades av svensk-amerikanen John Nydén.

### Fotnoter
1. ↑  American Swedish Historical Museum (Graham O'Neill. November, 2008)